# Корб (Вюртемберг)
Корб (нем. Korb) — община в Германии, в земле Баден-Вюртемберг.
Подчиняется административному округу Штутгарт. Входит в состав района Ремс-Мур. Население составляет 10 329 человек (на 31 декабря 2010 года). Занимает площадь 8,45 км².

## Известные уроженцы, жители
В местечке Кляйнхеппах (ныне в составе города Корб) родился Иоганн Мельхиор Йеттер (1757-1842), немецкий лесовод.

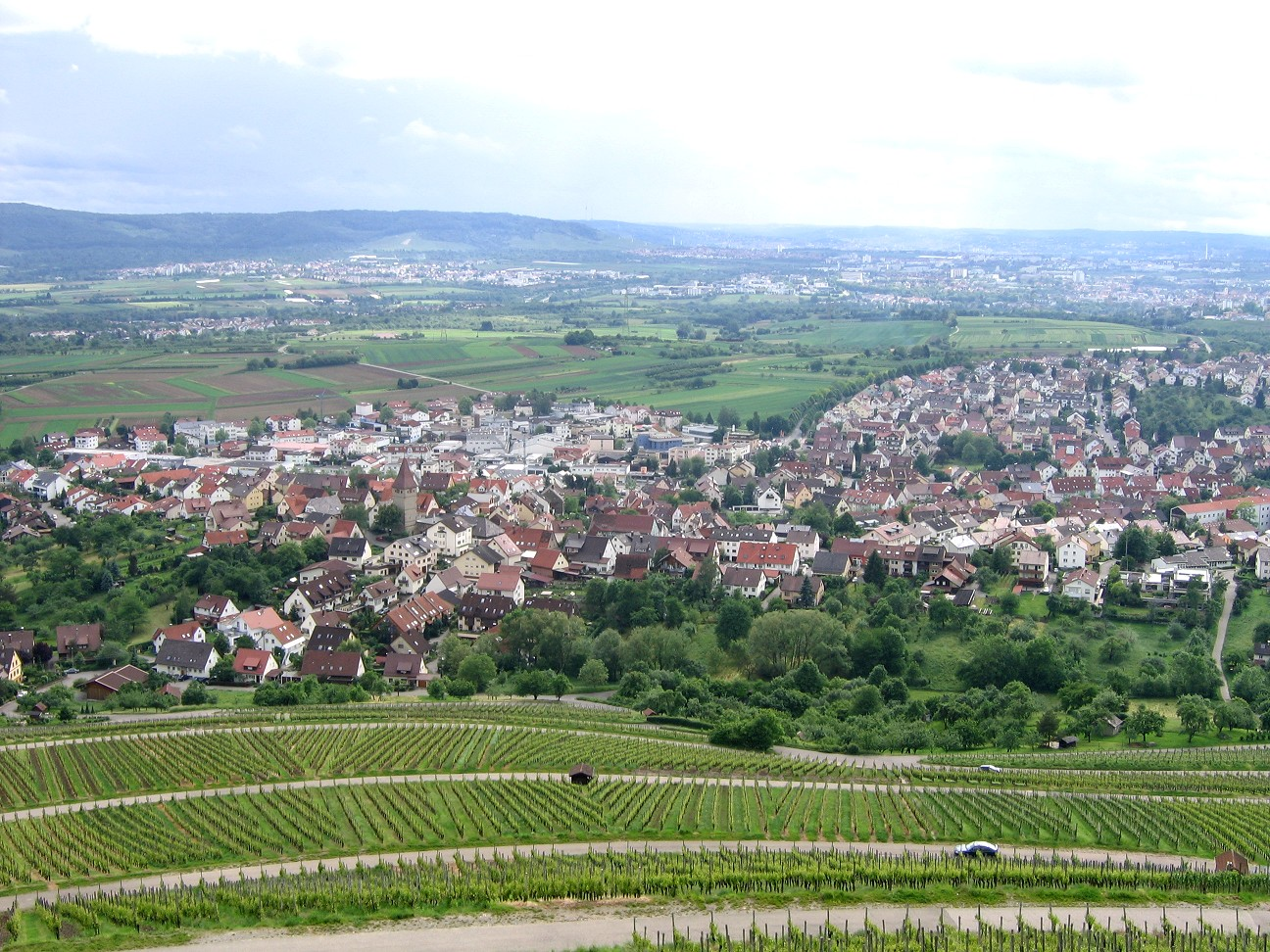
Корб (Вюртемберг)
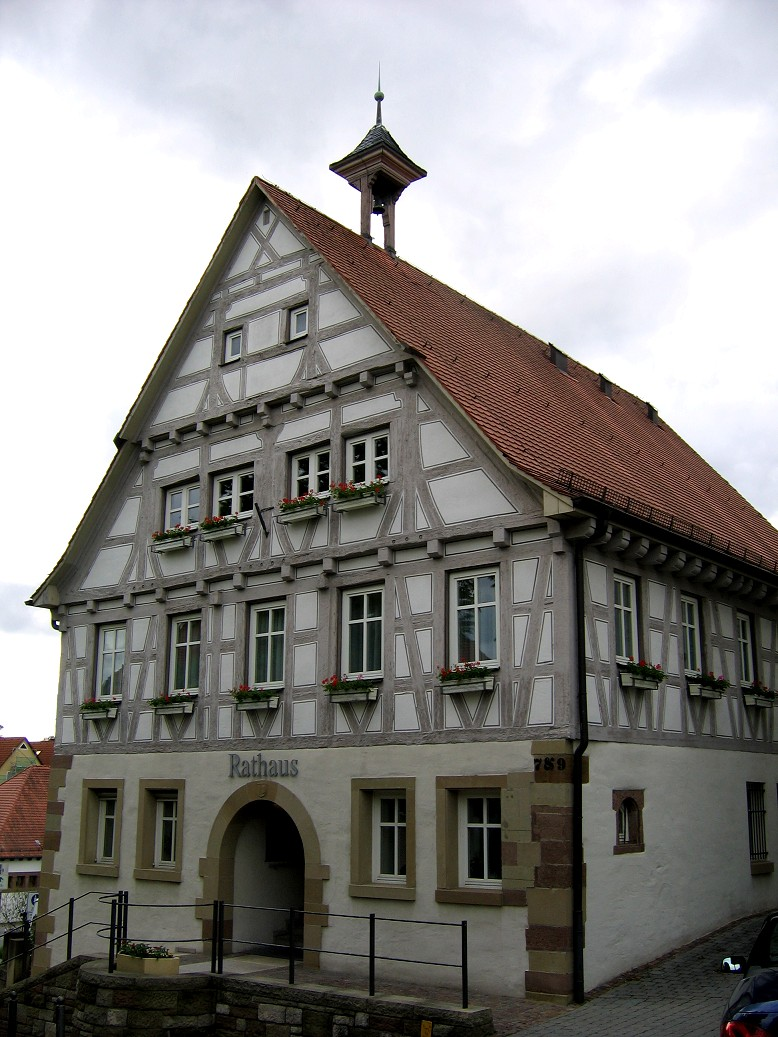
Ратуша